# 薛苹
薛苹（?—?），唐朝河中府宝鼎县（今山西省临猗县西北）人。薛苹擅长写诗。
薛苹的七世祖薛道实是隋朝的礼部尚书。父亲薛顺担任奉天县尉，杨国忠未當上高官時就已認識了薛苹，杨国忠掌权后想要任用他，被薛顺谢绝。薛苹從小吏當起，後來又擔任长安令以及虢州刺史。唐宪宗时又升任湖南观察使，之後又擔任浙江东道观察使、浙江西道观察使並且加封御史大夫以及河东郡公。後來又擔任左散骑常侍，七十岁時致仕,七十四岁去世，朝廷追封他工部尚书，給他的谥号是宣。

## 家屬
哥哥是薛芳。薛莱、薛莘的母亲是唐代宗的姨母，所以他有資格獲得奉朝请，最後當上了赞善大夫。薛莘的兒子薛膺在大和年間擔任右补阙内供奉。他的弟弟薛齐在李绛的幕府中任職，李绛遇害後薛齐也隨之而死。薛膺最後擔任工部员外郎。